# Falcileptoneta unmunensis
Espèce
Falcileptoneta unmunensis est une espèce d'araignées aranéomorphes de la famille des Leptonetidae.

## Distribution
Cette espèce est endémique de Corée du Sud. Elle se rencontre sur le mont Unmun dans le Gyeongsang du Nord et le mont Cheonseong dans le Gyeongsang du Sud.

## Description
Le mâle holotype mesure 1,93 mm et la femelle paratype 1,80 mm.

## Étymologie
Son nom d'espèce, composé de unmun et du suffixe latin -ensis, « qui vit dans, qui habite », lui a été donné en référence au lieu de sa découverte, le mont Unmun.

## Publication originale
- Seo, 2015 : Ten new species of the genus Falcileptoneta (Araneae, Leptonetidae) from Korea. Korean Journal of Environmental Biology, vol. 33, no 3, p. 290-305 (texte intégral).